# Łukowa Tarnowska
Łukowa Tarnowska – nieczynny przystanek kolejowy w Łukowej, w województwie małopolskim, w Polsce, na linii Tarnów – Szczucin koło Tarnowa. Znajduje się tu 1 peron.